# Перша облога Сарагоси
Перша облога Сарагоси — перше криваве зіткнення між французькими та іспанськими військами за місто Сарагоса в ході Іспансько-французької війни у 1808 році.